# Lineární vedení
Lineární vedení je strojní součást nebo část stroje, která umožňuje pohyb části zařízení (vozíku) po přímkové dráze (kolejnici). Příkladem může být pohyb smykadla u obrážeček, pohyb stolu u hoblovek a frézek nebo pohyb suportu po loži soustruhu.

Kluzné uzavřené lineární vedení pomocí dvou válcových tyčí

## Rozdělení
Lineární vedení se obecně dělí na uzavřená, která vedou pohyblivou část ve všech směrech, jako je vedena třeba kabina výtahu mezi dvěma kolejnicemi, a otevřená, kde pohyblivá část spočívá na vedení svojí vlastní vahou, tak jako železniční vagon na kolejích.
Lineární vedení se dále liší svou přesností, maximální dovolenou rychlostí pohybu, maximální přenášenou silou a podobně. Mají-li se dvě části po sobě smýkat, musí mezi nimi být určitá vůle a styčné plochy je třeba mazat. Značného omezení vůle lze dosáhnout u kuličkových (valivých) lineárních vedení, kde styk mezi oběma částmi zprostředkuje věnec kuliček jako u valivých ložisek. Také mazání se dá zajistit snáze, styk se však musí udržovat v čistotě, řešení je nákladnější a působící síly bývají omezené.
Lineární vedení se vyskytují v mnoha oblastech od slévárenství, potravinářství, zemědělství, přes transporty a jeřáby až po strojírenský průmysl, důlní průmysl nebo čistírny odpadních vod. Setkáte se s ním i v dřevozpracujícím a potravinářském průmyslu.

## Kluzné lineární vedení
V kluzném vedení se obě části smýkají po sobě.Typické otevřené lineární vedení má profil drážky, v níž se pohybuje odpovídající hranol, nebo naopak kolejnice, po níž klouže profil vozíku. Typické uzavřené vedení může mít rybinový profil, často užívaný u obráběcích strojů, ale také to může být třeba válcová tyč s drážkou proti otočení, dvojice tyčí, profilová kolejnice a podobně.

## Valivé lineární vedení
Valivé vedení je zprostředkováno pomocí rotujících kuliček, které obíhají v uzavřených drážkách v těle vozíku. Vozík tak přenáší sílu na vodící kolejnici a jeho pohyb je zatížen pouze valivým třením. Průmyslové lineární vedení obsahuje čtyři řady cirkulujících ocelových kuliček, které jsou uspořádány v konfiguraci O a svírají 45° kontakt s ocelovou kolejnicí. To zaručuje vysokou zatížitelnost a tuhost. Pro maximální zatížení vozíku se používají velké ocelové kuličky, které poskytují větší přenosovou plochu.
Pokud aplikace vyžaduje tichý chod společně s vysokým zatížením, lze použít vozíky, ve kterých je implementován vnitřní kuličkový řetězec. Rotující kuličky jsou tak vždy přesně uspořádány, což zaručuje především nízkou hlučnost. Kuličky mají také větší průměr, což zvyšuje až o 30 procent statické i dynamické zatížení.
| Nízká hlučnost kuličkového řetězu                                                    | Standardní systém s kuličkami                                                        |
| ------------------------------------------------------------------------------------ | ------------------------------------------------------------------------------------ |
|                                                                                      |                                                                                      |
| Kontaktní bod je mezi kuličkami a kuličkovým řetězem, takže tlak na kuličky je nízký | Kontaktní bod je mezi jednotlivými kuličkami, takže tlak na povrch kuliček je vyšší. |

Některé typy lineárního vedení používají pro přenos síly válečkové vedení místo kuliček. Výhodou válečkového vedení je vyšší zatížení, ale nevýhodou vyšší hlučnost a tření.

### Systém mazání
Speciální konstrukce mazání umožňuje mazat přímo obíhající ocelové kuličky, což zaručuje optimální mazání minimálním množstvím maziva, snižuje tření, chrání kovové části před korozí a snižuje náklady na údržbu. Kvalitnější vozíky již standardně obsahují zásobník, který se podle potřeby doplňuje mazivem.
Už v základním provedení je vozík vybaven kovovým koncovým těsněním, které zabraňuje vniknutí hrubých nečistot a chrání vnitřní jemné těsnění, které zabraňuje vniknutí prachových nečistot. Navíc snižuje ztráty maziva a zaručuje vyšší tuhost vozíku což je velkou výhodou pro dynamické aplikace.

### Provedení

#### Standardní lineární vedení
Je vyráběno ve velikostech 15, 20, 25, 30, 35, 45, 55. Mezi hlavní výhody průmyslového lineárního vedení patří vysoká tuhost konstrukce, vynikající dynamické funkce (maximální rychlost 10 m/s a zrychlení 450 m/s2) a ochrana proti prachu dvojitým koncovým těsněním.

#### Široké lineární vedení
Pro aplikace vyžadující přenos velkých klopných momentů, které je používáno zejména u vertikálních os, se používá široké lineární vedení.

#### Miniaturní lineární vedení
Pro aplikace vyžadující miniaturní provedení se používá miniaturní lineární vedení s velikostmi 3, 5, 7, 9, 12, 15 což zároveň určuje i šířku samotné kolejnice. Tyto miniaturní vozíky obsahují dvě řady rotujících kuliček, v případě kvalitního provedení je navíc zaručena vysoká tuhost, zatížení, moment a přesnost.
Profilované kolejnice z tvrzené oceli vynikají přesností a velkou tuhostí.